# Stenopogon ochraceus
Stenopogon ochraceus là một loài ruồi trong họ Asilidae. Stenopogon ochraceus được Wulp miêu tả năm 1870. Loài này phân bố ở vùng Tân Bắc giới.